# Ghostbusters-Spiele
Von Ghostbusters – Die Geisterjäger, Ghostbusters II, The Real Ghostbusters, Extreme Ghostbusters, und der Neuverfilmung Ghostbusters gibt es diverse Spiele-Adaptionen.

## Computerspiele
- 1984/1985: Ghostbusters (Apple II, Atari 2600, Atari 800XL/XE, C64, MSX,[1] NES, Schneider CPC, Sega Master System, ZX Spectrum[2]) von David Crane und Activision
- 1987: The Real Ghostbusters (Amiga)
- 1987: The Real Ghostbusters (Arcade) von Data East[3]
- 1989/1990: Ghostbusters II (Amiga 500, Atari 2600, C64, Game Boy, MSX,[4] NES, PC) von Activision
- 1990: New Ghostbusters 2 (Game Boy und NES) von HAL und Activision
- 1990: Ghost Busters (Sega Mega Drive)
- 1993: The Real Ghostbusters (Game Boy) von Kemco
- 2001: Extreme Ghostbusters: Zap The Ghosts! (PC) von Light and Shadow Productions
- 2001: Extreme Ghostbusters Creativity Centre (PC) von Light and Shadow Productions
- 2001: Extreme Ghostbusters (Game Boy Color) von Light and Shadow Productions
- 2002: Extreme Ghostbusters: Code Ecto-1 (Game Boy Advance) von Light and Shadow Productions
- 2004: Extreme Ghostbusters: The Ultimate Invasion (PlayStation) von Light and Shadow Productions
- 2006: Ghostbusters Mobile (für Mobiltelefone) von Sony Pictures Digital Entertainment
- 2008: Ghostbusters – The Mobile Game (für Mobiltelefone) von Vivendi Mobile Games (auch bekannt als Ghostbusters: Ghost Trap)
- 2009: Ghostbusters: The Video Game (DS, PS2, PS3, PC, Wii, Xbox 360) von Atari SA
- 2011: Ghostbusters: Sanctum of Slime (PS3, PC, Xbox 360) von Atari SA
- 2012: Ghostbusters: Paranormal Blast (PC) von Activision
- 2016: Ghostbusters (PS4) von Activision
- 2022: Ghostbusters: Spirits Unleashed (PS4, PS5, X Box Series X, PC) von ILLFONIC

## Brett- und Gesellschaftsspiele
- The Real Ghostbusters Spiel: Ein 3-D Spiel voller List und Tücke von MB (vergleichbar mit „Geisterschloß“)
- Ghostbusters Legespiel von Schmidt Spiele
- Ghostbusters Quartett von Schmidt Spiele

Außerdem erschienen diverse Spiele im Remus-Verlag sowie einige The Real Ghostbusters-Puzzle (60–100 Teile von MB).